# Polygonum afyonicum
Polygonum afyonicum är en slideväxtart som beskrevs av Leblebici & Gemici. Polygonum afyonicum ingår i släktet trampörter, och familjen slideväxter. Inga underarter finns listade i Catalogue of Life.